# Eisfeld
Eisfeld là một đô thị ở huyện Hildburghausen, ở bang Thüringen, Đức. Đô thị này có diện tích 46,97 km², dân số thời điểm ngày 31 tháng 12 năm 2021 là 7454 người. Đô thị này tọa lạc on the river Werra, 12 km về phía đông Hildburghausen, và 19 km về phía bắc của Coburg.